# Gabriel Welter
Franz Gabriel Welter (neugriechisch Γαβριήλ Φ. Βέλτερ; * 16. Mai 1890 in Metz; † 2. August 1954 in Athen) war ein deutscher Klassischer Archäologe.

## Leben
Gabriel Welter wurde in Lothringen in eine Familie geboren, die sich eher zum französischen Kulturkreis rechnete. Schon als 14-jähriger Gymnasiast verfasste er eine Arbeit über den Blitzschutz an römischen Häusern, ein Jahr später schuf er eine Karte der römischen Besiedelung um Metz. Im Alter von 18 Jahren legte er bei Metz eine römische Villa frei. Trotz der Verbindung zur französischen Kultur studierte Welter an den deutschen Universitäten in Straßburg bei Franz Winter, in Leipzig bei Franz Studniczka und kurzzeitig auch in Rom. 1914 wurde er bei Studniczka in Leipzig mit einer Arbeit zu nordafrikanischen Grabbauten promoviert. 1920 begründete er die Schriftenreihe Bausteine zur Archäologie, in der er im selben Jahr ein Bilderheft zur Karlsruher Vasensammlung veröffentlichte. Programmatisch stellte er der Schriftenreihe voran: Zweck der Veröffentlichung ist, der Wissenschaft dauernd Material zur Bearbeitung in den bestehenden Fachzeitschriften zuzuführen. Mehr als dieser erste Band ist nicht erschienen.
Im Herbst des Jahres 1920 ging Welter mit Studniczka nach Athen, wo die Abteilung Athen des Deutschen Archäologischen Instituts nach dem Ersten Weltkrieg wieder eröffnet werden konnte, deren Leitung Studniczka innehatte. Griechenland sollte Welters neue Heimat werden. Über Jahre arbeitete er als „freiwilliger Assistent“ unbezahlt für die Abteilung Athen. Die Zentraldirektion des Deutschen Archäologischen Instituts in Berlin betraute ihn von 1927 bis 1937 mit der Stelle eines Grabungsreferenten mit Sitz in Athen.

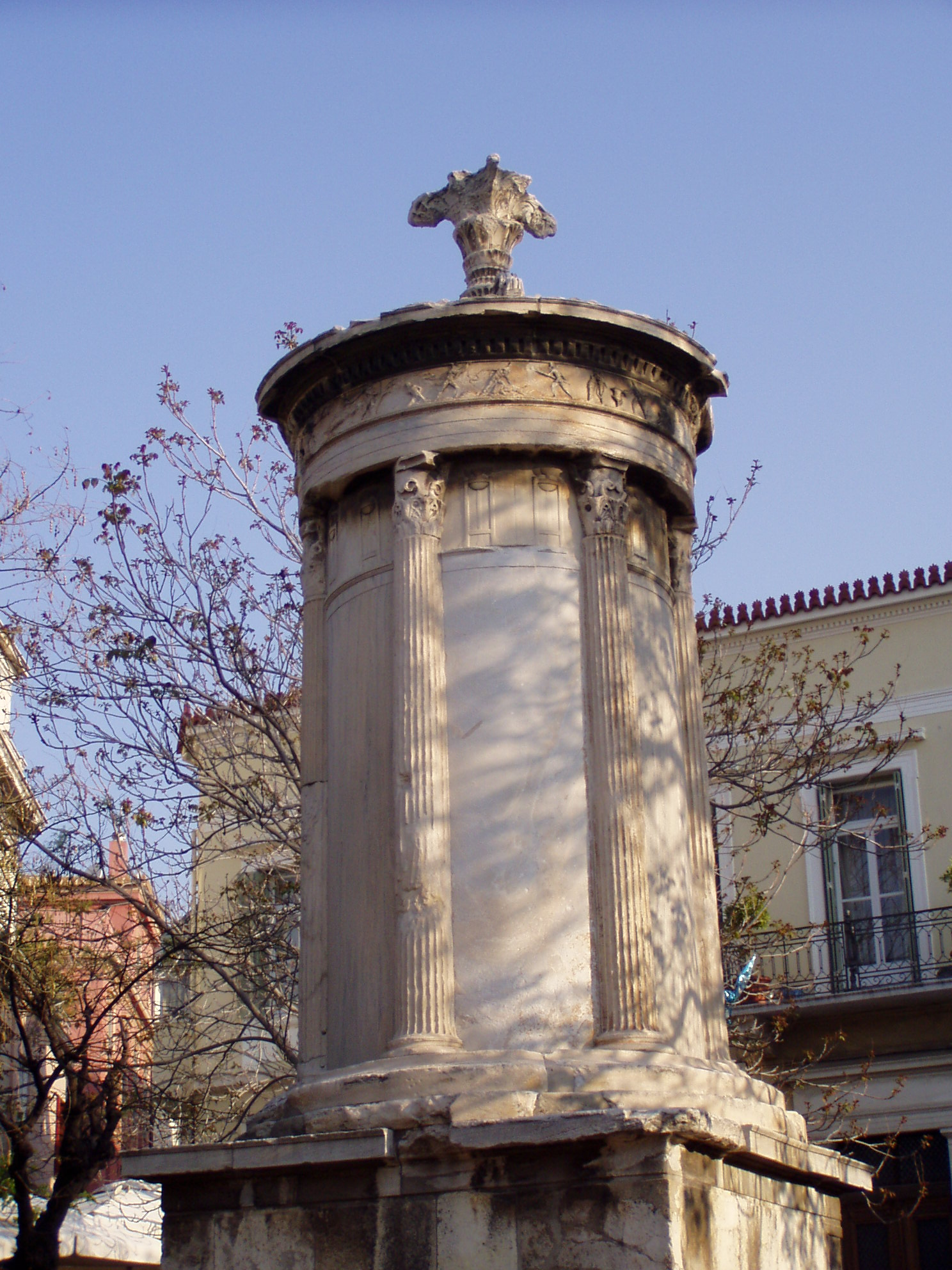
Lysikratesmonument

Die Jahre in Griechenland waren von knappen finanziellen Mitteln begleitet. Obwohl Welter meist weiträumig grub, beschränkte er sich dabei häufig auf einzelne Schnitte und Tiefgrabungen. Aus den angetroffenen Befunden versuchte er Aussagen zu treffen und günstige Punkte für weitere Sondierungen zu finden. Problematisch war, dass er die Publikation seiner Ergebnisse vernachlässigte. Wenigstens zu seinen frühen Aktivitäten gibt es Vorberichte und kurze Aufsätze. 1921 assistierte er Studniczka bei Untersuchungen am Lysikratesmonument, im Jahr darauf führte er diese Forschungen selbstständig weiter und konnte durch eine kleinere Grabung die Maße und die Entstehungszeit des älteren Olympieions klären. 1923 grub er am Niketempel auf der Akropolis, wo er einen Vorgängerbau finden konnte. In den folgenden Jahren grub er am Hekatompedos auf Naxos und ab 1927 in Sichem (Palästina). Da Welter fast keine seiner Ergebnisse veröffentlichte, ist der Umfang seiner jahrelangen Arbeiten neben Ernst Buschor auf Samos nicht mehr zu bestimmen. Ebenso ist Welters bedeutendste Leistung, die prähistorische Ausgrabung in Alt-Ägina, unpubliziert geblieben. Allein die Forschungen in Troizen und Kalaureia wurden 1941 in einer kurzen, lexikalischen Weise publiziert. Nach dem Zweiten Weltkrieg regte Welter eine Publikationsreihe Die Geschichte Griechenlands nach ihren Landschaften an, die auf Neugriechisch erscheinen und 31 Bände umfassen sollte. Das reich bebilderte Großprojekt sollte vor allem jungen griechischen Archäologen als Hilfs- und Arbeitsmittel dienen. Durch Welters frühen Tod 1954 kam das Projekt jedoch nicht über seine Anfänge hinaus. Noch keine Zeile war gedruckt. Aus dem Nachlass erschien 1955 ein Band über Chalkis und 1962 ein weiterer über Ägina, der jedoch nur eine erweiterte Fassung eines kleineren Buches Welters von 1938 war.
Welter ist ein Archäologe, über den recht wenig bekannt ist, um den sich aber viele Legenden ranken. Es existieren keine ausführlichen Nachrufe, auch Selbstzeugnisse gibt es nicht. Mitarbeiter erinnern sich an die Trinkfestigkeit des Archäologen ebenso wie an sein rotes Haar, das ihm den Namen „Rotbart“ einbrachte. Nachgesagt wurden ihm keltische Wurzeln, im Jahr seiner Promotion veröffentlichte er in Paris auch eine Studie zur keltischen Mythologie. Bekannt war Welter auch für seine Kombinationsgabe, seine Phantasie und seinen sprachlichen Witz. Von all diesen Dingen fand jedoch kaum etwas Eingang in seine Publikationen, die eher trocken erscheinen und häufig unkommentierte Quellenzusammenstellungen, Daten und Literaturangaben umfassen. Welter beeinflusste eine Generation von jungen Archäologen nachhaltig durch seine Anregungen, der Wert seiner Arbeit wird jedoch durch die fehlenden Publikationen geschmälert. 
Für seine Verdienste wurde er 1930 zum Ehrenbürger von Naxos ernannt; er steht in der Liste der Ehrenbürger neben Richard Strauss. In der Altstadt von Naxos ist eine Straße nach ihm benannt.

## Publikationen (Auswahl)
- Der Titelberg im Grossherzogtum Luxemburg. Ein gallo-römischer Vicus. In: Ons Hémecht 13, 1907, S. 427–452. 482–485.
- Notes de mythologie gallo-romaine. In: Revue archéologique 17, 1911, S. 55–66.
- Das römische Luxemburg. Ein Beitrag zur Geschichte der Altertumsforschung im Großherzogtum Luxemburg. In: Jahrbuch der Gesellschaft für Lothringische Geschichte und Altertumskunde 26, 1914, S. 216ff. (Digitalisat; auch separat Metz 1914).
- Aus der Karlsruher Vasensammlung. Auswahl 1 (= Bausteine zur Archäologie 1). Reiff, Offenburg 1920 (mehr nicht erschienen).
- Die Tripodenstraße in Athen. In: Mitteilungen des Deutschen Archäologischen Instituts, Athenische Abteilung 47, 1922, S. 72–77.
- Altjonische Tempel. 1. Der Hekatompedos von Naxos. In: Mitteilungen des Deutschen Archäologischen Instituts. Athenische Abteilung 49, 1924, S. 17–25.
- Zwei vorrömische Grabbauten in Nordafrika. In: Mitteilungen des Deutschen Archäologischen Instituts. Römische Abteilung 42, 1927, S. 84–116 (= Dissertation).
- Stand der Ausgrabungen in Sichem. In: Archäologischer Anzeiger 1932, Sp. 289–314.
- Aigina. Gebr. Mann, Berlin 1938.
- Troizen und Kalaureia. Gebr. Mann, Berlin 1941.
- Ιστορία της Ελλάδος κατά περιοχάς (Historia tes Hellados kata periochas)
  - Bd. 1: Χαλκίς (Chalkis). Athen 1955.
  - Bd. 2: Αίγινα. Μέρος πρώτον 3000 π. Χ. – 395 μ. Χ. (Ägina). Athen 1962.